# フランシス・ルーミス

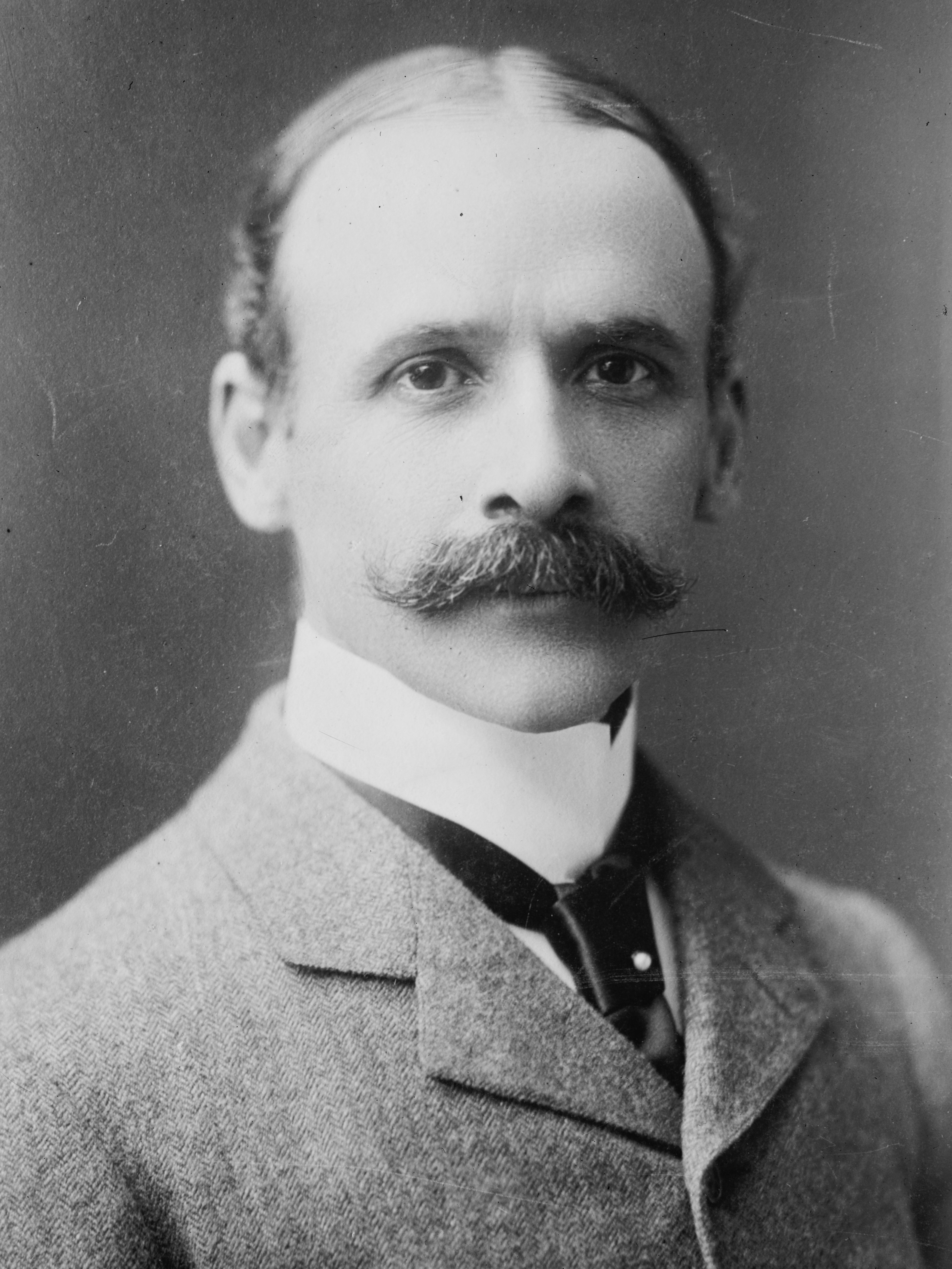
フランシス・ルーミス

フランシス・バトラー・ルーミス（Francis Butler Loomis, 1861年 - 1948年）は、アメリカ合衆国の外交官。1903年から1905年まで第25代アメリカ合衆国国務次官補を務めた。

## 生涯
1861年、ルーミスはオハイオ州マリエッタにおいて誕生した。ルーミスはマリエッタ大学在学中に新聞社マリエッタ・リーダーで編集者となった。ルーミスは1883年にマリエッタ大学を卒業し、新聞社ニューヨーク・トリビューンに記者として就職した。ルーミスはその後、選挙報道関連の部署に移った。
1887年、ルーミスはオハイオ州に戻り、1889年まで2年間にわたって州立図書館長を務めた。1889年、ハリソンはベンジャミン・ハリソン政権時代に国家公務員として採用され、1893年までフランスのサン＝テティエンヌとグルノーブルで領事を務めた。その後ルーミスはオハイオ州でジャーナリズムの世界に戻り、1893年から1896年でシンシナティ・デイリー・トリビューンの編集長を務めた。
1897年、ルーミスはウィリアム・マッキンリー大統領によって駐ベネズエラ公使に任ぜられ、1901年には駐ポルトガル公使となった。1902年末、ルーミスはワシントンD.C.に呼び戻され、国務次官補に任命された。ルーミスは1905年7月に1度、国務長官代行を務めた。ルーミスは国務次官補としてアメリカ赤十字社の再編に関与し、同社の創立会員となった。1903年11月、ルーミスはパナマ運河地帯を合衆国の管轄下に置くため、パナマとの最終交渉に臨んだ。その結果、合衆国はパナマとパナマ運河条約を締結し、合衆国がパナマ運河の実質的運営権と両沿岸地帯の永久租借権を獲得した。
ルーミスは第一次世界大戦直前に公職を退き、スタンダード・オイル社の外国貿易顧問に就任した。そして1948年、ルーミスはカリフォルニア州のサンフランシスコ湾地域で死去した。